# Neophaenis
Neophaenis là một chi bướm đêm thuộc họ Noctuidae.

## Loài
- Neophaenis aedemon Dyar, 1909
- Neophaenis boucheri Barbut & Lalanne-Cassou, 2004
- Neophaenis catocala Hampson, 1911
- Neophaenis frauenfeldi (Felder & Rogenhofer, 1874)
- Neophaenis lichenea Hampson, 1918
- Neophaenis meterythra Hampson, 1908
- Neophaenis psittacea (Schaus, 1898)
- Neophaenis respondens (Walker, 1858)